# Стрихнос
Стри́хнос (лат. Strychnos) — род растений семейства Логаниевые (Loganiaceae), включающий в себя около 100 видов. Его представители — деревья и лианы, растущие в тропических областях.
Синонимы:
- Atherstonea Pappe
- Scyphostrychnos S.Moore

## Виды
По информации базы данных The Plant List род включает 168 видов, некоторые из них:
- Strychnos nux-vomica L. — Чилибуха, или Рвотный орех, или Стрихниновое дерево. Растение происходит из тропической Азии, служит источником алкалоида стрихнина.
- Strychnos ignatii P.J.Bergius — Стрихнос Игнатия. Вид, близкий чилибухе, также содержит стрихнин.
- Strychnos potatorum L.f. — Стрихнос жаждущих. Созревшие семена могут быть использованы как коагулянт для очистки воды.
- Strychnos spinosa Lam. — Стрихнос колючий, или Обезьяний апельсин. Дерево распространённое в Южной Африке. Его плоды съедобны.
- Strychnos toxifera M.R.Schomb. ex Benth. — Стрихнос ядоносный. Для южноамериканских индейцев служит источником яда для наконечников стрел, так называемого «тыквенного кураре». Растение содержит стрихнин и бруцин.